# Valerij Zaloezjny
Valerij Fedorovytsj Zaloezjnyj (Oekraïens: Валерій Федорович Залужний) (Novohrad-Volynsky, 8 juli 1973) is een Oekraïense generaal. Hij was van maart 2022 tot februari 2024 de opperbevelhebber van de Oekraïense krijgsmacht.

## Biografie
Zaloezjnyj studeerde in 1989 af aan de stadsschool en daarna aan de technische school in Novohrad-Volynsky. Later ging hij naar de algemene militaire faculteit in Odessa en studeerde in 1997 cum laude af aan de officiersopleiding bij de Grondtroepen.
In de aansluitende militaire dienst werd Zaloezjnyj achtereenvolgens bevorderd in de rangen van pelotonscommandant, compagniecommandant en bataljonscommandant. Van 2005 tot 2007 studeerde hij af aan de militaire academie van Oekraïne. Van 2007 tot 2009 was hij stafchef van de gemechaniseerde brigade in de regio Lviv. Van 2009 tot 2012 was hij de commandant van de 51e gemechaniseerde brigade. In 2014 studeerde hij af aan de Militaire universiteit van Oekraïne als de beste afgestudeerde. Vanaf 2014 diende Zaloezjnyi bijna non-stop in de regio oblast Donetsk. Vanaf 2017 was hij generaal-majoor Stafchef van het Korps Commandotroepen West. In 2018 werd hij hoofd van de Joint Task Force van de Oekraïense strijdkrachten en vervolgens werd hij in 2019 commandant van de Task Force Noord. In 2020 studeerde hij af aan de nationale universiteit “Ostroh Academy” met een masterdiploma in internationale betrekkingen.

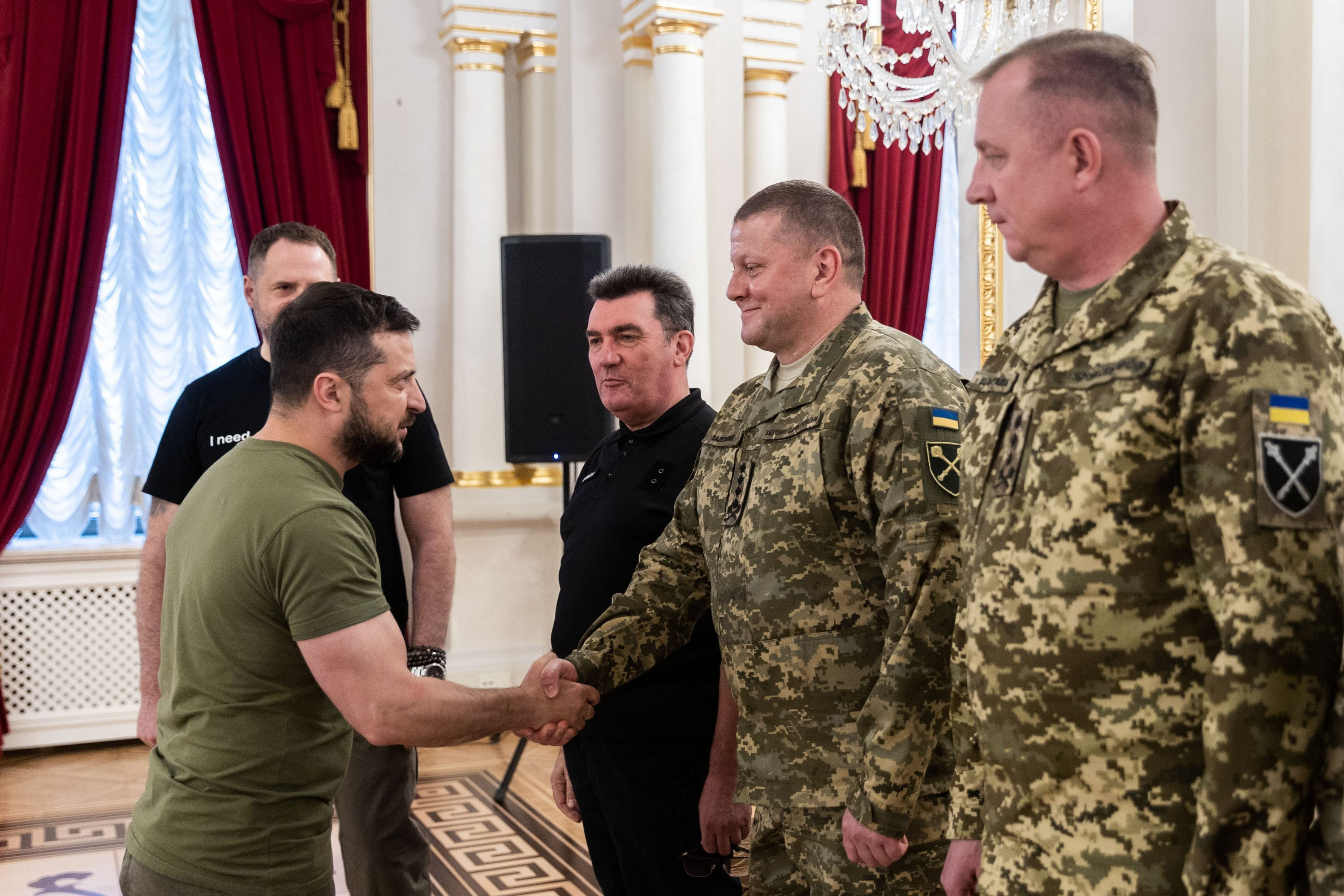
President Zelensky begroet Zaloezjnyj in september 2022

## Militaire carrière
In juli 2021 benoemde president Volodymyr Zelensky hem tot opperbevelhebber van de strijdkrachten van Oekraïne, luitenant-generaal en lid van de Nationale Veiligheids- en Defensieraad van Oekraïne, als opvolger van Roeslan Chomtsjak. Op 5 maart 2022 werd hij bij het begin van de Russische invasie van Oekraïne tot generaal bevorderd, de hoogst mogelijke rang in het Oekraïense leger.
Volgens waarnemers vertegenwoordigt Zaloezjnyj de afkeer van het Oekraïense leger van de Sovjeterfenis. Onder zijn leiding waren de Oekraïense strijdkrachten in staat om de opmars van Russische troepen in vele delen van het land, met name in de hoofdstedelijke regio, met succes tegen te gaan door een mengeling van conventionele oorlogsvoering en partizanen-tactieken te gebruiken en de Russische bevoorrading te belemmeren. Hij zette in op massa's antitankraketten en maakte de training tot gebruik ervan een centraal onderdeel van zijn oorlogsvoorbereidingen, wat aanzienlijk bijdroeg aan Oekraïense successen in de oorlog.
In een interview met The Economist gaf Zaloezjny in november 2023 te kennen dat de oorlog in een impasse verkeerde. Onder meer hierdoor ontstonden ernstige meningsverschillen met president Zelensky. In december 2023 kwam naar buiten dat het conflict verder groeide waarbij de Oekrajinska Pravda publiceerde dat president Zelensky zou overwegen om Zaloezjny te vervangen. Op 2 februari 2024 bevestigde Zelensky dat hij Zaloezjny zou gaan ontslaan. Hij had de Verenigde Staten al op de hoogte gebracht van de beslissing. In een gesprek met het Italiaanse Rai News zei Zelensky dat "de komende tijd nog meer Oekraïense leiders vervangen gaan worden". Zaloezjny werd opgevolgd door Oleksandr Syrsky die tot dan toe commandant was van de Oekraïense Grondtroepen.
Sinds mei 2024 is Zaloezjny ambassadeur in het Verenigd Koninkrijk.
In een toespraak in Londen op 22 mei 2025 waarschuwde Zaluzhny dat Oekraïne geen terugkeer naar de grenzen van 1991 te verwachten heeft. Rusland heeft volgens hem de middelen om de oorlog voort te zetten.

## Privé
Zaloezjnyj is getrouwd en heeft twee kinderen.